# Futbol'nyj Klub Mordovija 2012-2013
Questa voce raccoglie le informazioni riguardanti il Mordovija nelle competizioni ufficiali della stagione 2012-2013. 

## Stagione
Al primo anno della sua storia in massima serie il Mordovija pagò a caro prezzo l'inesperienza, finendo il campionato al penultimo posto, lontano dal terz'ultimo che avrebbe consentito almeno la disputa dai play-off salvezza, retrocedendo immediatamente.
In Coppa di Russia la performance fu simile: superò ai sedicesimi di finale il Lokomotiv-2 Mosca, militante in terza serie e formazione riserve del Lokomotiv Mosca, venendo eliminato dallo Zenit San Pietroburgo (sconfitta casalinga per 2-0).
Il cattivo rendimento costò il posto a Fëdor Ščerbačenko che lasciò la panchina dopo quasi quattro anni, sostituito prima da Vladimir Bibikov e poi da Dorinel Munteanu.

## Maglie
| Manica sinistra · Manica sinistra · Maglietta · Maglietta · Manica destra · Manica destra · Pantaloncini · Pantaloncini · Calzettoni · Calzettoni | Manica sinistra · Manica sinistra · Maglietta · Maglietta · Manica destra · Manica destra · Pantaloncini · Pantaloncini · Calzettoni |

## Rosa
| N. |                        | Ruolo | Calciatore                  |
| -- | ---------------------- | ----- | --------------------------- |
| 1  | Russia (bandiera)      | P     | Dmitrij Abakumov            |
| 2  | Russia (bandiera)      | D     | Maksim Budnikov             |
| 3  | Kazakistan (bandiera)  | D     | Aleksei Muldarov (capitano) |
| 4  | Russia (bandiera)      | C     | Yuri Kuleshov               |
| 7  | Russia (bandiera)      | C     | Anton Bobër                 |
| 8  | Russia (bandiera)      | C     | Kirill Pančenko             |
| 9  | Russia (bandiera)      | C     | Rustem Muchametšin          |
| 10 | Russia (bandiera)      | C     | Evgenij Aldonin             |
| 11 | Russia (bandiera)      | C     | Maksim Rogov                |
| 13 | Russia (bandiera)      | A     | Michail Markin              |
| 14 | Bielorussia (bandiera) | D     | Ihar Šytaŭ                  |
| 17 | Slovenia (bandiera)    | A     | Dalibor Volaš               |

| N. |                    | Ruolo | Calciatore         |
| -- | ------------------ | ----- | ------------------ |
| 18 | Ucraina (bandiera) | D     | Pavlo Stepanec'    |
| 19 | Russia (bandiera)  | D     | Evgenij Osipov     |
| 20 | Croazia (bandiera) | C     | Tomislav Dujmović  |
| 22 | Russia (bandiera)  | C     | Sergej Kuznecov    |
| 23 | Russia (bandiera)  | A     | Ruslan Muchametšin |
| 24 | Russia (bandiera)  | C     | Andrej Pazin       |
| 27 | Russia (bandiera)  | A     | Aleksej Ivanov     |
| 31 | Russia (bandiera)  | P     | David Jurčenko     |
| 33 | Russia (bandiera)  | P     | Denis Shebanov     |
| 64 | Russia (bandiera)  | A     | Vladimir Sandrkin  |
|    | Serbia (bandiera)  | D     | Milan Perendija    |
| 32 | Romania (bandiera) | A     | Daniel Oprița      |

## Risultati

### Campionato
| Saransk 20 luglio 2012 1ª giornata | Mordovija | 2 – 3 referto | Lokomotiv Mosca | Start Stadion |

| Krasnodar 27 luglio 2012 2ª giornata | Kuban' | 1 – 0 referto | Mordovija | Stadio Kuban' |

| Saransk 3 agosto 2012 3ª giornata | Mordovija | 3 – 0 referto | Rostov | Start Stadion |

| Perm' 12 agosto 2012 4ª giornata | Amkar Perm' | 0 – 0 referto | Mordovija | Stadio Zvezda |

| Saransk 19 agosto 2012 5ª giornata | Mordovija | 0 – 3 referto | CSKA Mosca | Start Stadion |

| Machačkala 26 agosto 2012 6ª giornata | Anži | 4 – 2 referto | Mordovija | Stadio Dinamo |

| Saransk 31 agosto 2012 7ª giornata | Mordovija | 0 – 3 referto | Zenit San Pietroburgo | Start Stadion |

| Saransk 17 settembre 2012 8ª giornata | Mordovija | 2 – 3 referto | Kryl'ja Sovetov Samara | Start Stadion |

| Krasnodar 21 settembre 2012 9ª giornata | Krasnodar | 6 – 1 referto | Mordovija | Stadio Kuban' |

| Saransk 1º ottobre 2012 10ª giornata | Mordovija | 1 – 1 referto | Alanija Vladikavkaz | Start Stadion |

| Nižnij Novgorod 6 ottobre 2012 11ª giornata | Volga Nižnij Novgorod | 0 – 2 referto | Mordovija | Stadio Lokomotiv |

| Saransk 21 ottobre 2012 12ª giornata | Mordovija | 1 – 2 referto | Dinamo Mosca | Start Stadion |

| Mosca 27 ottobre 2012 13ª giornata | Spartak Mosca | 2 – 0 referto | Mordovija | Stadio Lužniki |

| Saransk 3 novembre 2012 14ª giornata | Mordovija | 1 – 3 referto | Rubin | Start Stadion |

| Groznyj 10 novembre 2012 15ª giornata | Terek Groznyj | 2 – 1 referto | Mordovija | Achmat-Arena |

| Saransk 18 novembre 2012 16ª giornata | Mordovija | 0 – 3 referto | Kuban' | Start Stadion |

| Rostov sul Don 23 novembre 2012 17ª giornata | Rostov | 2 – 0 referto | Mordovija | Stadio Olimp-2 |

| Saransk 3 dicembre 2012 18ª giornata | Mordovija | 1 – 1 referto | Amkar Perm' | Start Stadion |

| Mosca 9 dicembre 2012 19ª giornata | CSKA Mosca | 2 – 1 referto | Mordovija | Stadio Lužniki |

| Saransk 10 marzo 2013 20ª giornata | Mordovija | 2 – 0 referto | Anži | Start Stadion |

| San Pietroburgo 17 marzo 2013 21ª giornata | Zenit San Pietroburgo | 1 – 0 referto | Mordovija | Stadio Petrovskij |

| Samara 30 marzo 2013 22ª giornata | Kryl'ja Sovetov Samara | 0 – 2 referto | Mordovija | Stadio Metallurg (Samara) |

| Saransk 8 aprile 2013 23ª giornata | Mordovija | 0 – 0 referto | Krasnodar | Start Stadion |

| Vladikavkaz 15 aprile 2013 24ª giornata | Alanija Vladikavkaz | 3 – 1 referto | Mordovija | Respublikanskij stadion Spartak |

| Saransk 20 aprile 2013 25ª giornata | Mordovija | 1 – 3 referto | Volga Nižnij Novgorod | Start Stadion |

| Chimki 27 aprile 2013 26ª giornata | Dinamo Mosca | 3 – 1 referto | Mordovija | Arena Chimki |

| Saransk 3 maggio 2013 27ª giornata | Mordovija | 2 – 1 referto | Spartak Mosca | Start Stadion |

| Kazan' 10 maggio 2013 28ª giornata | Rubin | 2 – 1 referto | Mordovija | Stadio Centrale di Kazan' |

| Saransk 18 maggio 2013 29ª giornata | Mordovija | 1 – 1 referto | Terek Groznyj | Start Stadion |

| Mosca 26 maggio 2013 30ª giornata | Lokomotiv Mosca | 2 – 1 referto | Mordovija | Stadio Lokomotiv |

### Coppa di Russia
| Mosca 26 settembre 2012 Sedicesimi di finale | Lokomotiv-2 Mosca | 0 – 1 referto | Mordovija | Stadio Lokomotiv-Perovo |

| Saransk 30 ottobre 2012 Ottavi di finale | Mordovija | 0 – 2 referto | Zenit San Pietroburgo | Start Stadion |